# موثوقية الدائرة
موثوقية الدائرة (Circuit reliability) (ويعرف أيضًا باسم التواجد الزمني) (CiR) هو النسبة المئوية لـلوقت الذي تكون فيه دائرة إلكترونية متاحة للاستخدام في فترة ما من التوفر المجدول. يمكن استنتاج وثوقية الدائرة عندما تكون T o هي الوقت الكامل لـتوقف الدائرة، Ts هي الوقت المجدول لتوقف الدائرة، وT a هي الوقت المتاح الكلي للدائرة. {\displaystyle T_{s}=T_{a}+T_{o}}
علاوة على ذلك، فإن موثوقية الدائرة تمثل فترة التشغيل المتوقعة لنظام تشغيلي في ظل ظروف اعتبارية.